# Väster-Orrmyrtjärnen
Väster-Orrmyrtjärnen är en sjö i Nordmalings kommun i Ångermanland och ingår i Leduåns huvudavrinningsområde. Sjön har en area på 0,0318 kvadratkilometer och ligger 205,9 meter över havet.

## Delavrinningsområde
Väster-Orrmyrtjärnen ingår i det delavrinningsområde (706795-167503) som SMHI kallar för Mynnar i Leduån. Medelhöjden är 180 meter över havet och ytan är 10,85 kvadratkilometer. Det finns inga avrinningsområden uppströms utan avrinningsområdet är högsta punkten. Bråtabäcken som avvattnar avrinningsområdet har biflödesordning 2, vilket innebär att vattnet flödar genom totalt 2 vattendrag innan det når havet efter 12 kilometer. Avrinningsområdet består mestadels av skog (81 procent). Avrinningsområdet har 0,1 kvadratkilometer vattenytor vilket ger det en sjöprocent på 0,9 procent.